# Moirans
Moirans ist eine französische Gemeinde mit 7573 Einwohnern (Stand: 1. Januar 2022) im Département Isère in der Region Auvergne-Rhône-Alpes. Die Gemeinde liegt im Arrondissement Grenoble und gehört zum Kanton Tullins.

## Geographie
Der Fluss Isère begrenzt die Gemeinde im Süden.
Umgeben wird Moirans von den Nachbargemeinden Saint-Cassien im Norden, Voiron im Nordosten, Saint-Jean-de-Moirans im Osten, Voreppe im Südosten, Saint-Quentin-sur-Isère im Süden, Vourey im Westen und Charnècles im Nordwesten.
Durch die Gemeinde führen die Autoroute A49 und die frühere Route nationale 85 (Route Napoleon, heute Départementstraße 1085).

## Geschichte
Als Morginum oder Moringum (928) ist der Ort im Hochmittelalter (10. Jahrhundert) erwähnt worden.

## Bevölkerungsentwicklung
| Jahr                       | 1962 | 1968 | 1975 | 1982 | 1990 | 1999 | 2006 | 2017 |
| -------------------------- | ---- | ---- | ---- | ---- | ---- | ---- | ---- | ---- |
| Einwohner                  | 3959 | 4536 | 5106 | 6313 | 7133 | 7495 | 7860 | 7852 |
| Quellen: Cassini und INSEE |      |      |      |      |      |      |      |      |

## Sehenswürdigkeiten
- Kirche Saint-Pierre aus dem 11. Jahrhundert
- römischer Turm aus der Zeit der Barbareneinfälle
- Château de la Motte aus dem 18. Jahrhundert
- Reste des alten Cordeliers-Konvents aus dem 13. Jahrhundert
- Park de la Grille
- Rathaus aus dem 18. Jahrhundert

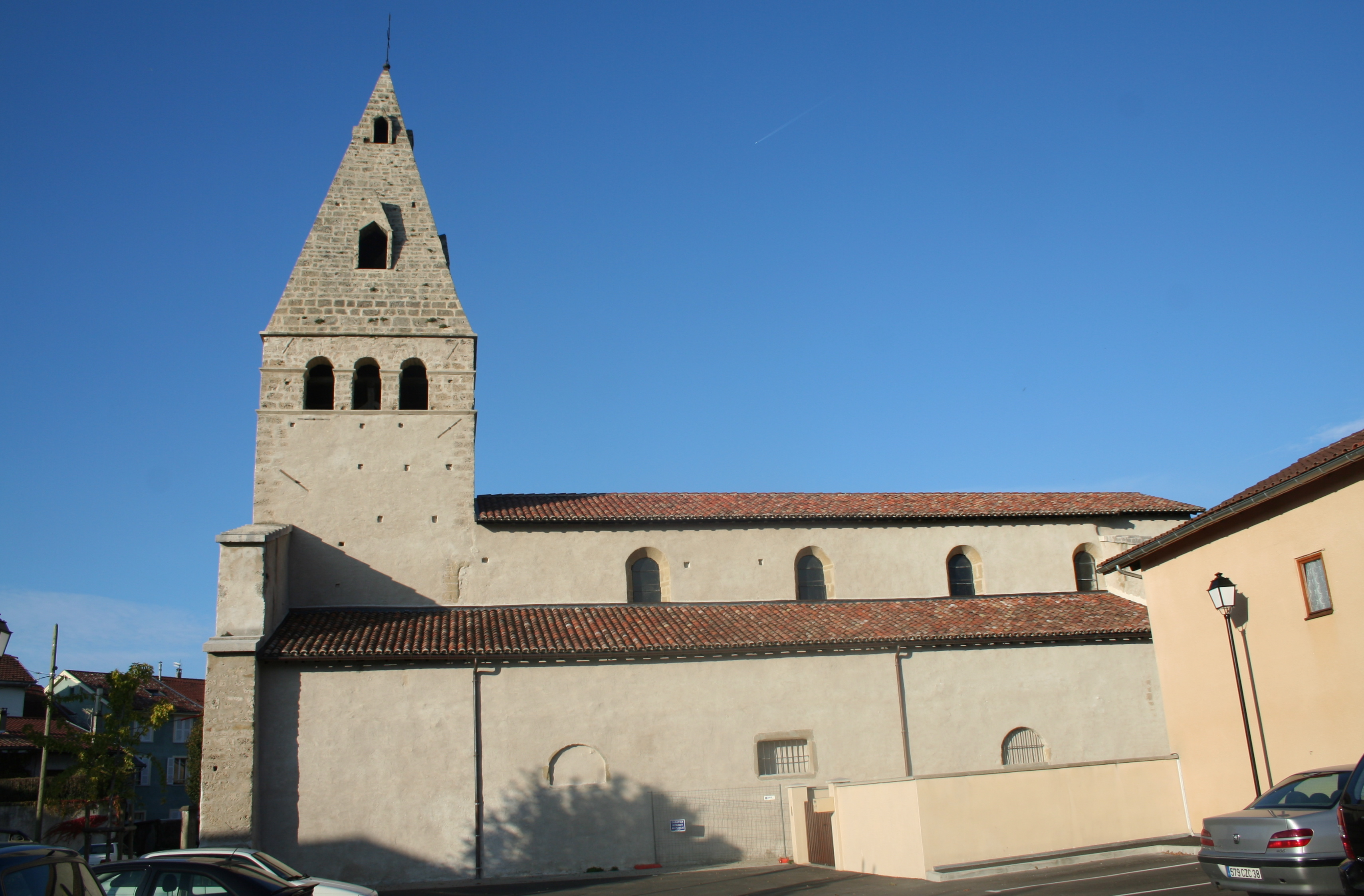
Kirche Saint-Pierre
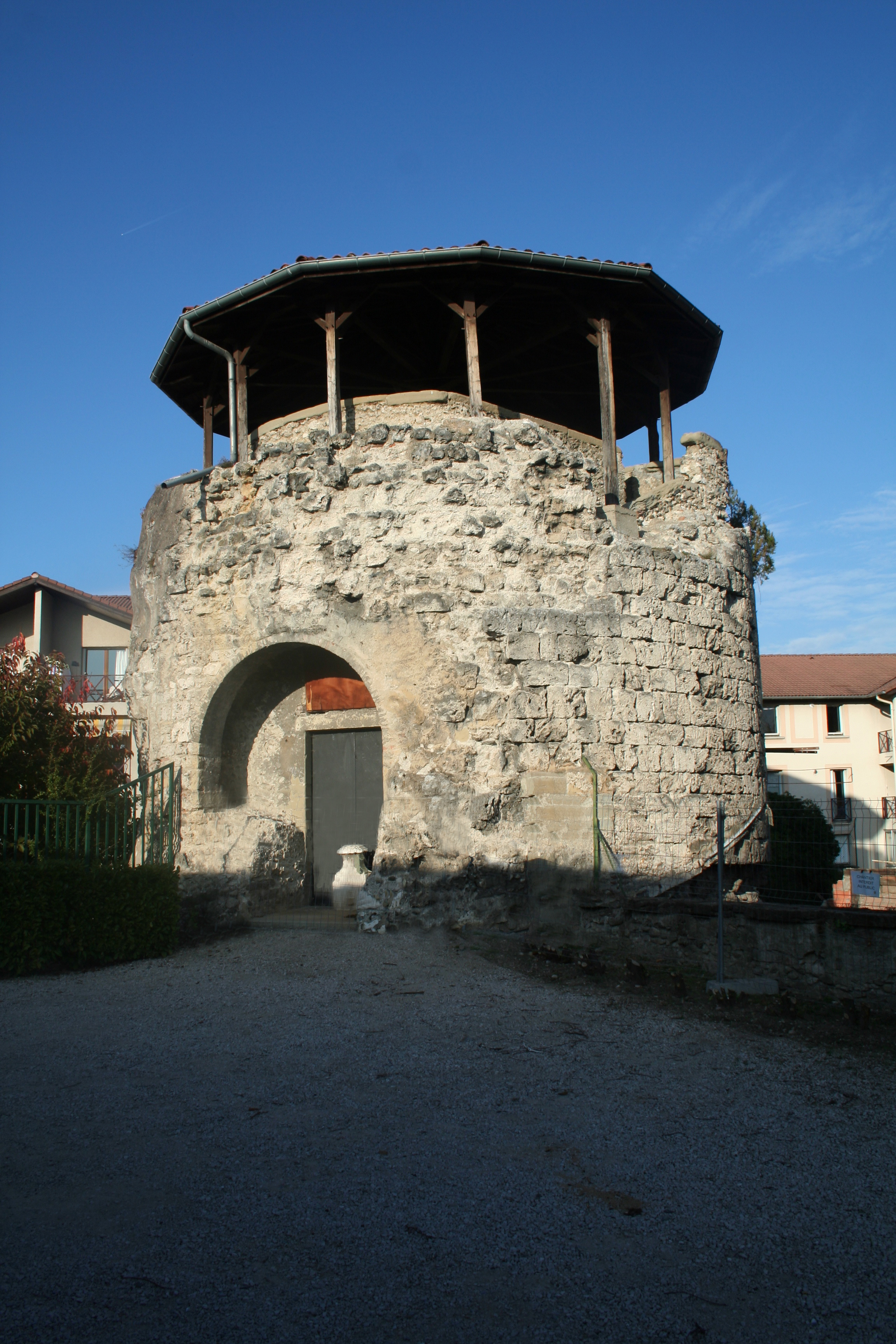
Römischer Turm
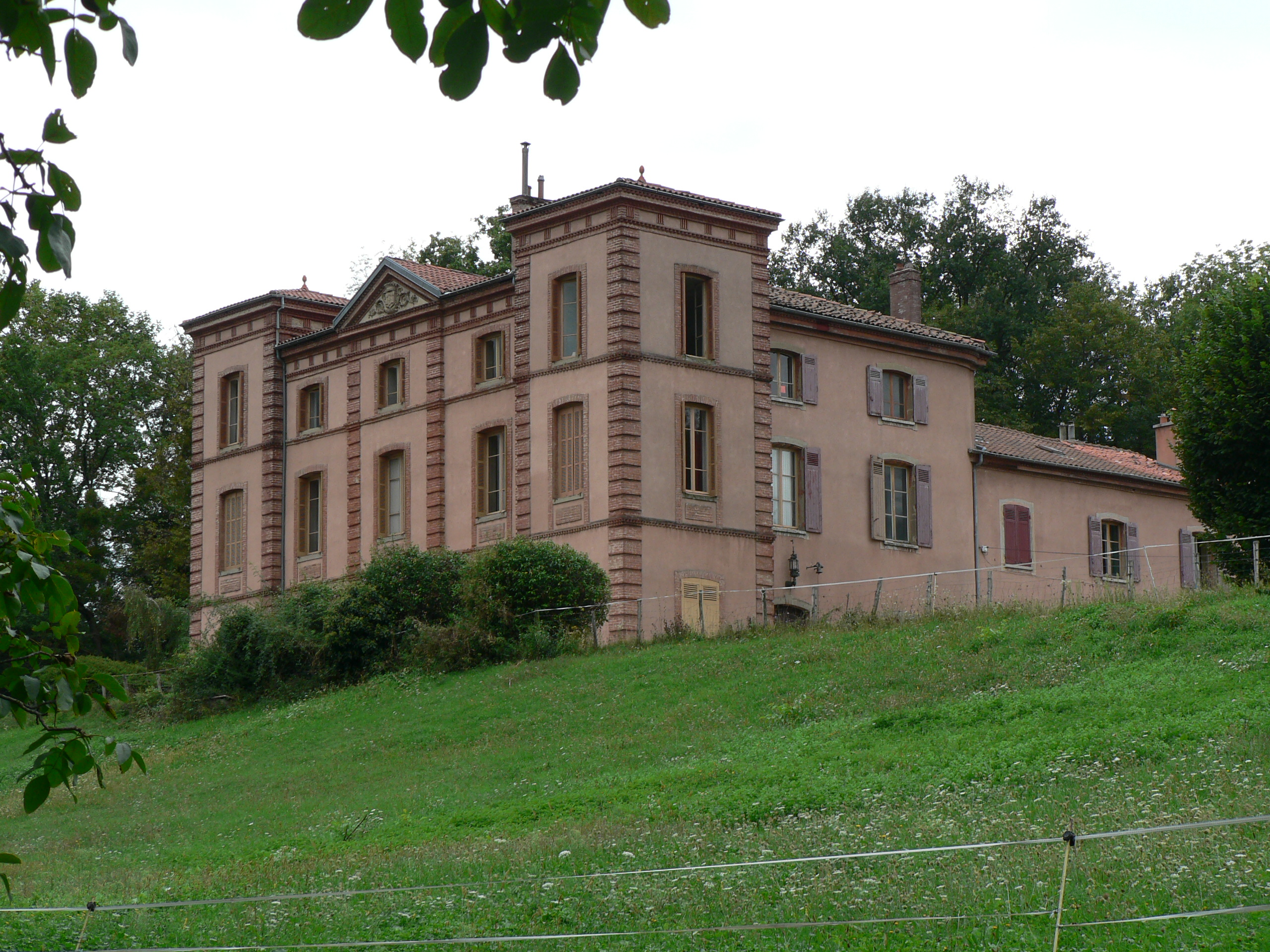
Château de la Motte
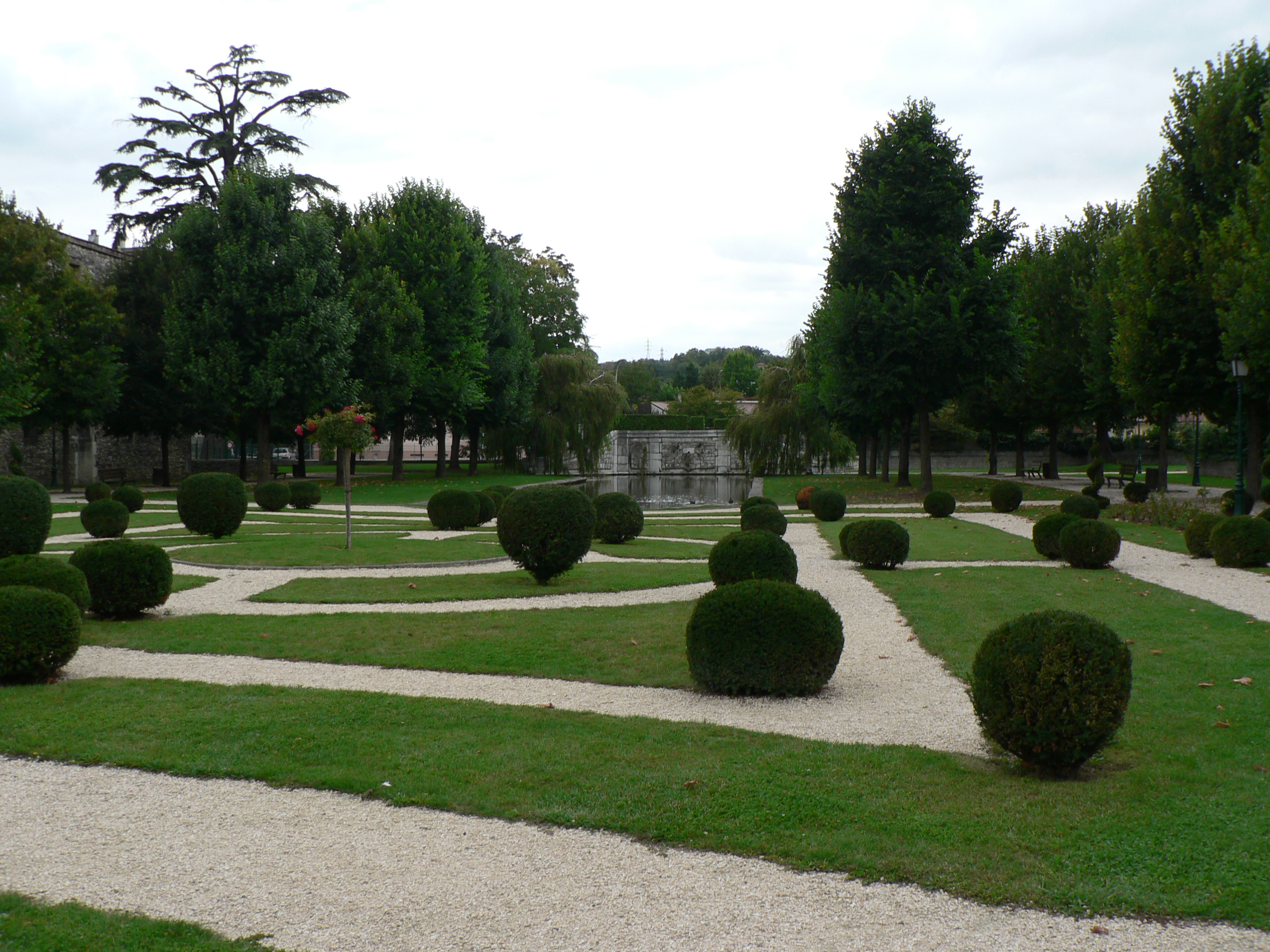
Park de la Grille

## Persönlichkeiten
- Cyrano de Dominicis (1927–2017), Physiker